# Juliane Garnier
Juliane Garnier († 1213/1216) war Herrin von Caesarea im Kreuzfahrer-Königreich Jerusalem.
Ihre Eltern waren Hugo Garnier und Isabella von Gothman. Ihr Bruder Walter II. Garnier hatte um 1168 die väterliche Herrschaft Caesarea geerbt.
1187 wurde die Herrschaft von Sultan Saladin erobert. Um 1190 starb Walter kinderlos und Juliane erbte dessen Ansprüche auf die Herrschaft Caesarea. Diese wurde 1191 vom Dritten Kreuzzug zurückerobert und wiederhergestellt.
Bereits seit 1182 war sie mit Guido Brisebarre verheiratet, einem Sohn des Guido II. von Beirut, der allerdings spätestens 1192 starb. Daraufhin heiratete sie in zweiter Ehe Aymar de Lairon, der sie überlebte und nach ihrem Tod dem Hospitaliterorden beitrat.
Ihr genaues Todesdatum ist nicht überliefert, sie starb zwischen Oktober 1213 und Februar 1216.
Daraufhin wurde ihr Sohn aus erster Ehe, Walter III. Brisebarre, neuer Herr von Caesarea.